# San Martín Itunyoso (kommun)
San Martín Itunyoso är en kommun i Mexiko.   Den ligger i delstaten Oaxaca, i den sydöstra delen av landet, 280 km sydost om huvudstaden Mexico City. Antalet invånare är 2 554. Arean är 83 kvadratkilometer.
Terrängen i San Martín Itunyoso är kuperad åt nordost, men åt sydväst är den bergig.
Följande samhällen finns i San Martín Itunyoso:
- San Martín Itunyoso
- Loma Buenos Aires